# Trittico della vita della Vergine (Bouts)
Il Trittico della vita della Vergine è un dipinto del pittore fiammingo Dieric Bouts realizzato circa nel 1445 e conservato nel Museo del Prado a Madrid in Spagna.

## Descrizione
Il trittico comprende quattro scene della vita della Vergine Maria, le quali sottolineano il suo ruolo nella redenzione. Queste sono l'annunciazione, la visitazione, la natività
e l'adorazione dei Magi. I portali scolpiti derivano dal Trittico di Miraflores di Rogier van der Weyden. Vi sono forti affinità con la Natività di Petrus Christus, tanto che il dipinto una volta fu attribuito a Christus. Erwin Panofsky credeva che la forte connessione fosse la prova che il giovane Dieric Bouts seguisse Petrus Christus all'inizio della sua carriera.

## Galleria d'immagini

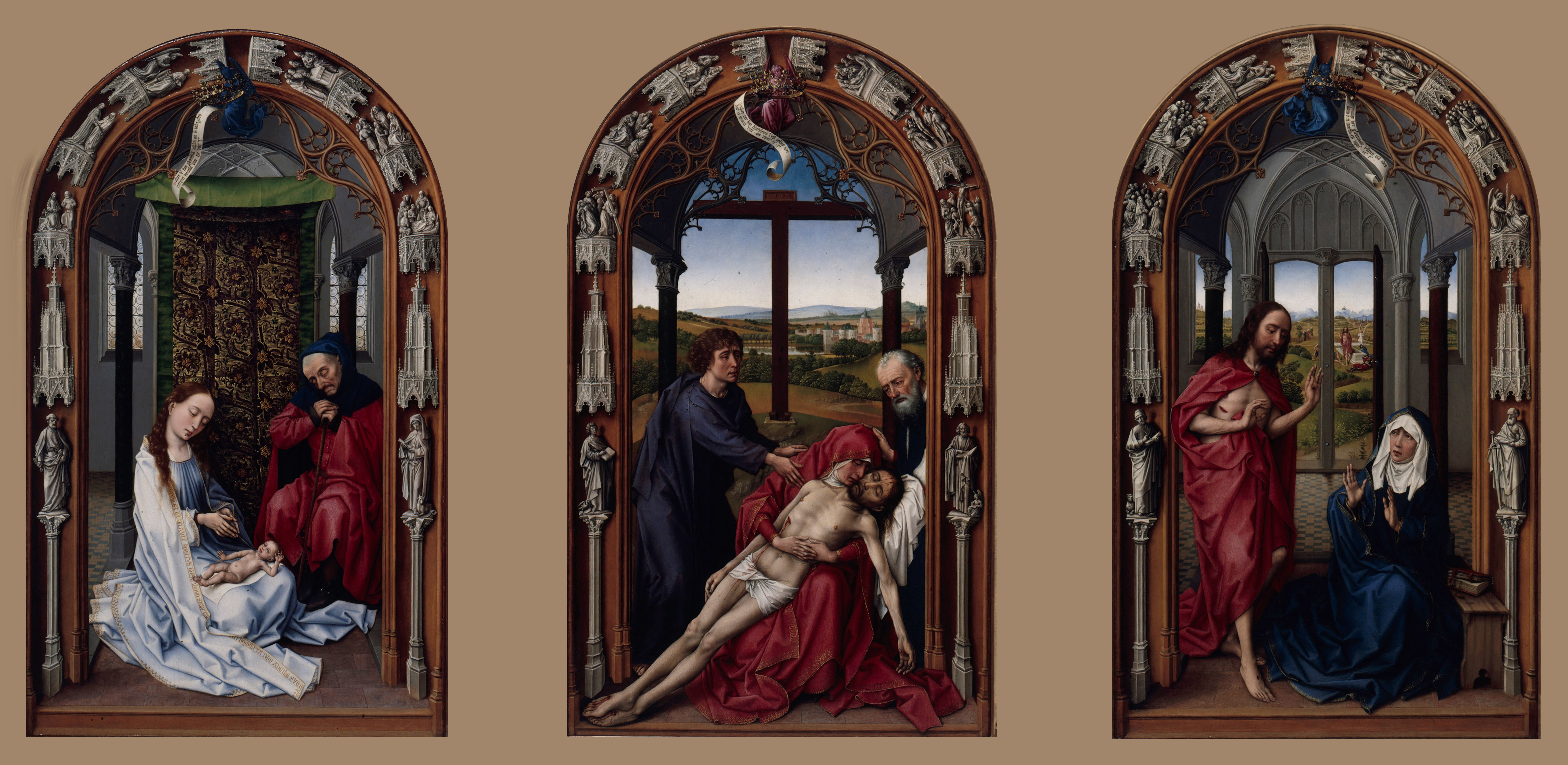
Rogier van der Weyden, Trittico di Miraflores,  Gemäldegalerie a Berlino
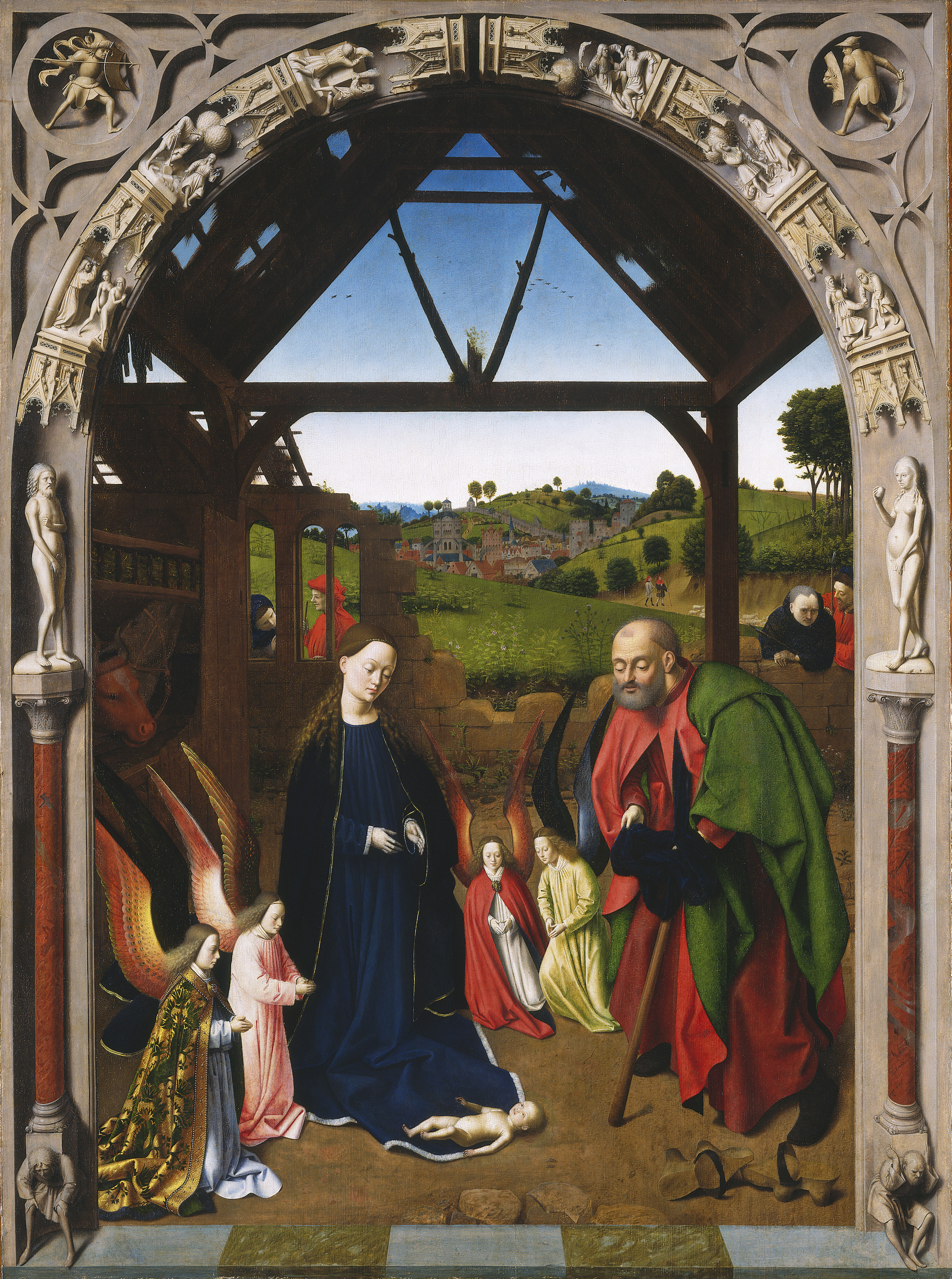
Petrus Christus, Natività, National Gallery of Art a Washington